# Хищение социалистической собственности
Хищение социалистической собственности — противоправные действия, квалифицировавшиеся в СССР как посягательство на коренные интересы государства и народа, для которых государственная, общественная и кооперативная собственность являлась основой благосостояния и развития. Понятие «хищение социалистической собственности» впервые появилось в чрезвычайном Постановлении ЦИК и СНК СССР от 7 августа 1932 года «Об охране имущества государственных предприятий, колхозов и кооперации и укреплении общественной (социалистической) собственности», принятого по инициативе Генерального секретаря ЦК ВКП(б) И. В. Сталина для прекращения хищений из колхозов и на транспорте, угрожавших социалистическому государству в момент голода 1932—1933 годов.
В СССР государственная (общенародная) собственность была провозглашена общим достоянием. В исключительной собственности государства находились земля, недра, воды, леса. Также государственной собственностью были основные средства производства в промышленности, строительстве и сельском хозяйстве, средства транспорта и связи, банки, имущество организованных государством торговых, коммунальных и иных предприятий, основной городской жилищный фонд.
Колхозно-кооперативная собственность включала собственность колхозов, а также промысловых артелей, потребительских обществ, жилищно-строительных кооперативов.
Исследователь уголовного мира России и СССР, советский диссидент В. Чалидзе отмечал, что русским еще в царское время было присуще «пренебрежение правом собственности казны», и эта традиция «осталась значимой и в советское время. Эта традиция получила необычайно широкое распространение… еще и благодаря тому, что ныне собственностью казны или государственной собственностью оказалось почти все вокруг».

## Понятие «хищение»
В советской литературе имущественные преступления подразделялись так:
- против социалистической собственности — на три группы: хищения, иные корыстные преступления и преступления, повлекшие уничтожение и повреждение имущества;
- против личной собственности — на две группы (завладение и уничтожение (повреждение) чужого имущества) или три группы (помимо первых двух групп, квалифицировалось также противоправное приобретение чужого имущества).[3].

Деления корыстных преступлений на хищения и иные корыстные посягательства до 1960 года не было ни в СССР, ни за рубежом. Соответственно не квалифицировался такой состав преступления, как причинение имущественного ущерба путем обмана или злоупотребления доверием (оно охватывалось составом мошенничества). Присвоение найденного квалифицировалось в той же статье, что и присвоение. Угон автотранспорта рассматривался как кража или грабеж (разбой), в зависимости от способа присвоения. Общего определения хищения также не было, хотя сам термин применялся после принятия чрезвычайного Постановления ЦИК и СНК СССР от 7 августа 1932 года «Об охране имущества государственных предприятий, колхозов и кооперации и укреплении общественной (социалистической) собственности». Этим постановлением из имущественных преступлений были вычленены посягательства на социалистическую собственность как основу государства, названные хищением, а ответственность за них была предусмотрена вне зависимости от формы хищения. При этом относительно посягательств на личную собственность этот термин не употреблялся, использовались понятия «похищение» (кража, грабёж) и «завладение» (разбой, мошенничество).
До 1947 г. в законодательстве наряду с понятием «хищение» употреблялись «кража», «грабёж», «мошенничество». 4 июня 1947 г. был издан Указ Президиума Верховного Совета СССР «Об уголовной ответственности за хищение государственного и общественного имущества», распространивший понятие «хищение» на все его формы и способы.
Судебное определение этого понятия дал Пленум Верховного Суда СССР в постановлении от 28 мая 1954 г. № 5: «По смыслу Указа от 4 июня 1947 г. умышленное обращение в свою собственность государственного и общественного имущества, независимо от форм и способов его совершения, должно рассматриваться как хищение».

## Законодательство о защите социалистической собственности

### Разделение ответственности за кражу общественного и личного имущества
Поскольку с началом социалистического строительства в народе отсутствовало понимание неприкосновенности общенародной собственности, уже в Уголовный кодекс РСФСР 1926 г. были включены статьи об имущественных, должностных, хозяйственных преступлениях для её защиты от корыстных посягательств. Статья 109 предусматривала наказание за злоупотребление служебным положением в корыстных целях, 116-я — за растрату, 129-я — за заключение заведомо невыгодных для государства сделок, 162-я (пункты «г», «д») — за кражу государственного имущества, 169-я, часть 2 — за мошенничество. Уже тогда наказание по преступлениям против государственного имущества было жёстче, чем по притязаниям на личное имущество.
Например, за кражу личного имущества, совершённую впервые и без сговора с третьими лицами, полагались лишение свободы или принудительные работы до трёх месяцев, а максимально — год лишения свободы. За обычную кражу государственного имущества полагались до 2 лет лишения свободы или год принудительных работ, за квалифицированную кражу — до пяти лет. Мошенничество в отношении частного лица могло быть наказано лишением свободы до двух лет, в отношении государства — до пяти. Максимальный срок лишения свободы статьям 109, 116 и 129 УК РСФСР достигал 10 лет.

### Чрезвычайные меры 1932—1933 годов
После коллективизации и начала голода в некоторых районах СССР наказания за хищение социалистической собственности были ужесточены по предложению И. В. Сталина: в особо тяжких случаях за них даже полагался расстрел. Мотивируя необходимость столь жестоких мер, Сталин писал Л. Кагановичу и руководителю правительства В. Молотову:
Капитализм не мог бы разбить феодализм, он не развился бы и не окреп, если бы не объявил принцип частной собственности основой капиталистического общества, если бы он не сделал частную собственность священной собственностью, нарушение интересов которой строжайше карается и для защиты которой он создал своё собственное государство. Социализм не сможет добить и похоронить капиталистические элементы и индивидуально-рваческие привычки, навыки, традиции (служащие основой воровства), расшатывающие основы нового общества, если он не объявит общественную собственность (кооперативную, колхозную, государственную) священной и неприкосновенной. Он не может укрепить и развить новый строй и социалистическое строительство, если не будет охранять имущество колхозов, кооперации, государства всеми силами, если он не отобьёт охоту у антиобщественных, кулацко-капиталистических элементов расхищать общественную собственность.
Постановление ЦИК и СНК СССР от 7 августа 1932 года (07.08.1932, отсюда — «Закон семь-восемь», также с подачи Солженицына — «Закон о трёх колосках») впервые в советском праве обозначило социалистическую собственность как основу государства, ввело в правовой оборот понятие «хищение социалистической собственности» (государственного, колхозного и кооперативного имущества), а также установило жестокие меры за подобные преступления: срок лишения свободы на срок не менее 10 лет с конфискацией имущества, а при отягчающих обстоятельствах — расстрел виновного с конфискацией его имущества. В качестве «меры судебной репрессии» по делам об сохранности государственного, колхозного и кооперативного имущества, хищение грузов на железнодорожном и водном транспорте закон предусматривал расстрел с конфискацией имущества, который при смягчающих обстоятельствах мог быть заменён на лишение свободы на срок не менее 10 лет с конфискацией имущества. В качестве «меры судебной репрессии» по делам об охране колхозов и колхозников от насилия и угроз со стороны «кулацких элементов» предусматривалось лишение свободы на срок от 5 до 10 лет. Осуждённые по этому закону не подлежали амнистии.
Примечательно, что постановление не оговаривало сущность хищения и его отличие от деяний, квалифицируемых по Уголовному кодексу, что бы дало возможность судам точнее различать подобные преступления. Кроме того, с падением хлебозаготовок в 1932 году и началом голода во многих районах России и Украины действие этого постановления было расширено:
- на незаконное расходование гарнцевого сбора, служившего основой хлебозаготовительной системы для обеспечения городского населения и деревенской бедноты (Постановление ЦИК и СНК СССР от 9 января 1933 года);
- на лиц, виновных в саботаже сельскохозяйственных работ (Постановление ЦИК от 30 января 1933 года) (в связи с тем, что вскрылись массовые случаи неуборки урожая накануне начавшегося голода);
- на руководителей предприятий и организаций, виновных в недостаточной или несвоевременной борьбе с растратами и хищениями (Постановление СНК от 16 февраля 1933 года).

В 1934 году действие Постановления также было отнесено на разбазаривание хлопка (постановление СНК РСФСР от 20 ноября) и расходование поступившего по обязательным закупкам молока без наряда (Постановление СНК СССР от 1 декабря).

### Послевоенный период
4 июня 1947 года был издан указ «Об уголовной ответственности за хищение государственного и общественного имущества», после которого постановление ЦИК и СНК СССР от 7 августа 1932 года «Об охране имущества государственных предприятий, колхозов и кооперации и укреплении общественной (социалистической) собственности» утратило силу. Одновременно был принят указ «Об усилении охраны личной собственности граждан». Тем самым была установлена градация собственности: государственная, общественная, личная. За посягательство на государственную и общественную собственность наказание было выше.
По указу 1947 года расхищение социалистической собственности, как правило, каралось лишением свободы с конфискацией имущества или без неё. За хищение государственного имущества Указом было установлено наказание от семи до 10 лет заключения в ИТЛ с конфискацией имущества или без него, за хищение колхозного, кооперативного или иного общественного имущества — от пяти до восьми лет с конфискацией имущества или без него. За повторное такое преступление или преступление, совершённое в группе или в крупных размерах против государственного имущества, — от 10 до 25 лет с конфискацией имущества, против колхозного, кооперативного и общественного имущества — от 8 до 20 лет с конфискацией. Недонесение правоохранительным органам о готовящемся хищении крупного размера или в организованной группе каралось тюремным заключением на срок от 2 до 3 лет или ссылкой на срок от 5 до 7 лет.
Этот же подход отразился в Уголовном кодексе РСФСР 1960 года, провозгласившем задачей защиту общественного строя СССР, социалистической собственности, личных прав и свобод граждан, а также социалистического правопорядка от преступных посягательств. Эта редакция УК криминализировала и умышленное, и неосторожное нанесение вреда имуществу государства и граждан, если оно повлекло расхищение, повреждение или гибель имущества в крупных размерах. При этом мелкие хищения практически не влекли за собой уголовного наказания и рассматривались товарищескими судами, что дало простор несунам — мелким расхитителям социалистической собственности. «В то время как хищение личной собственности граждан рассматривается всеми, за исключением разве что самих воров, действием преступным, недопустимым, постыдным, хищение собственности социалистической, во всяком случае, если оно проводится не в слишком крупных размерах, мораль обывателя не считает чем-то постыдным, а напротив, рассматривает как естественное поведение людей. Мало кто из публики пытается обосновать такую моральную концепцию, но те, кто пытается, высказывают, например, такие соображения: «У государства меньше не станет, если я возьму какую-нибудь мелочь», «Лучше уж я возьму, все равно пропадет», — комментировал это явление исследователь уголовного правоприменения в России, советский диссидент В. Н. Чалидзе.
До 1991 года мелким хищением считалось оцениваемое на сумму менее 50 рублей (ст. 96), крупным — на сумму от 2500  рублей (части 3 статей 89, 90), особо крупным — на сумму свыше 10 тысяч рублей.
Статья 93-1, введённая в УК законом от 25 июля 1962 года, допускала применение смертной казни к виновным в хищениях в особо крупных размерах (на сумму свыше 10 тысяч рублей и с учётом значимости похищенного для народного хозяйства). Применение смертной казни за такие преступления было отменено законом РСФСР от 5 декабря 1991 года, когда Россия уже начала повсеместный отказ от социализма в пользу капитализма.

## Борьба с хищениями социалистической собственности
Постановление ЦИК и СНК СССР от 7 августа 1932 года помогло положить конец расхищению государственного и колхозного имущества, которое в разгар голода 1932—1933 года приняло масштабный характер. Так, зам. председателя ОГПУ Г. Е. Прокофьев и начальник экономического отдела ОГПУ Л. Г. Миронов в записке на имя Сталина от 20 марта 1933 года отчитались, что за две недели раскрыли две преступных группы в Ростовской области, одна из которых состояла из 54 человек, в том числе пяти членов ВКП(б), и действовала в системе Ростпрохлебокомбината (Ростов-на-Дону), другая орудовала в Таганрогском отделении Союзтранса и состояла из 62 портовых служащих, водителей, грузчиков. Первая группа расхитила свыше 6 тысяч пудов хлеба (96 тонн), тысячу пудов сахара (16 тонн), 500 пудов отрубей (8 тонн) и другие продукты. Другая занимались хищениями дорогостоящих грузов из порта. Только хлеба ими было украдено 1500 пудов (24 тонны).
Принятые меры принесли результат. На транспортной сети количество выявленных хищений за год снизилось с 9332 (август 1932) до 2514 (август 1933). Значительно уменьшилось и количество краж колхозного имущества. Количество лиц, осуждённых за хищения, снизилось с 69 523 (максимум, 1 полугодие 1932 года) до 241 в 1939 году.
Для систематизации борьбы с хищениями при НКВД СССР в 1937 году был создан отдел по борьбе с хищениями социалистической собственности (ОБХСС) в организациях и учреждениях государственной торговли, потребительской, промышленной и индивидуальной кооперации, заготовительных органах и сберкассах, а также по борьбе со спекуляцией. В 1946—1991 годах он действовал в составе МВД СССР.